# BTR-T
BTR-Tは、ソビエト連邦、ロシアの歩兵戦闘車（IFV）。アフガニスタン紛争やチェチェン紛争にて、軽装甲の歩兵戦闘車などがRPG-7などにより多数撃破されたことを受け、旧式化したT-55戦車の車体を流用して防御力の向上を図った歩兵戦闘車である。

## 概要
BTR-Tは、トランスミッションと車体が完全にT-55と共通している。しかし、装甲は全く異なっており、爆発反応装甲を採用している。このため、装甲は600mmの通常の均質圧延鋼板装甲と同等である。
兵士は上部ハッチからしか出入りできない。また、与圧式NBC防護装置を備え、NBC汚染環境下でも行動可能である。
水上浮航能力はないが、水深1.4mまでならば徒渉できる。また、特殊装備を用いることで最大水深5mまでの水面下を徒渉可能。

## 砲塔
砲塔はモジュラー式となっており、5種類の砲塔を搭載可能である。
- 2A42 30mm機関砲、9M113 コンクールス ATM発射機
- 2A42 30mm機関砲、AGS-17 30mm自動擲弾発射器
- 2A38 30mm機関砲 2門
- NSV 12.7mm重機関銃、9M113 ATM連装発射機
- NSV 12.7mm重機関銃、AGS-17 30mm自動擲弾発射器